# Vorteilsausgleich
Vom Vorteilsausgleich (auch Vorteilsausgleichung; lat. compensatio lucri cum damno) wird im deutschen Schadensersatzrecht gesprochen, wenn der Schadensersatzanspruch um diejenige Positionen gemindert wird, die dem Geschädigten als Vorteil aus einem schädigenden Ereignis zugeflossen sind, das kann auch eine Ersparnis sein. Beispiel: Durch einen Brand wird ein Gebäude zwar vernichtet, aber die notwendigen Unterhaltungskosten für das Gebäude entfallen. Der Vorteilsausgleich spielt in der Praxis bei nahezu jedem Schadensersatzprozess eine Rolle.

## Grund für den Vorteilsausgleich im deutschen Recht
Anders als im anglo-amerikanischen Raum wird dem Geschädigten nach deutschem Recht mit dem Schadenersatzanspruch nicht eine „Strafe“ (exemplary or punitive damages) zugesprochen, sondern nur der „Nachteil“ ausgeglichen, der ihm vom Schädiger zugefügt wurde. Dies ist die Differenz zwischen dem tatsächlich eingetretenen Zustand und einem fiktiven Vermögensstand, der ohne das schädigende Ereignis entstanden wäre. Der Geschädigte soll so gestellt werden, wie er ohne das schädigende Ereignis stünde, aber nicht besser.

## Grenzen des Vorteilsausgleichs
Nach der Rechtsprechung des Bundesgerichtshofes darf der Vorteilsausgleich nicht so weit gehen, dass er dem Gedanken des Schadensersatzes zuwiderläuft. Der Schädiger soll nicht über Gebühr entlastet werden. Ferner sollen nur solche Vorteile Berücksichtigung finden, die durch das schädigende Ereignis adäquat verursacht wurden.

### Freiwillige Leistungen Dritter
Ausgeklammert werden bei der Berücksichtigung des Vorteilsausgleichs freiwillige Leistungen Dritter an den Geschädigten. Entweder es handelt sich hierbei um Maßnahmen, für die sich der Dritte -beispielsweise im Rahmen einer Geschäftsführung ohne Auftrag  oder des Bereicherungsrechtes – im Rahmen eines Regresses seinerseits an den Schädiger wenden kann, dann nimmt diese Regresslösung diese Fälle aus der Problematik des Vorteilsausgleiches heraus.
Wenn der oder die Dritten lediglich dem Geschädigten einen Vorteil zukommen lassen wollen, dann soll sich der Schädiger hierdurch nicht ungebührlich entlasten können. Dies ist beispielsweise bei Sammlungen für das Opfer oder bei freiwilligen Zuwendungen des Arbeitgebers der Fall.

### Versicherungsleistungen
Bei Leistungen von Versicherern an das Opfer ist zu differenzieren.
- Handelte es sich um eine Versicherung des Opfers gegen das schädigende Ereignis (z. B. Unfallversicherung), für die der Geschädigte Leistungen erbracht hatte, dann sind Zahlungen des Versicherers an das Opfer nicht zu berücksichtigen. Sonst bestünde die Gefahr, dass die Prämienzahlungen des Opfers an seinen Versicherer sich zu Prämienzahlungen an die Haftpflichtversicherung des Schädigers verkehren.
- Hat dagegen der Schädiger – etwa im Rahmen einer Insassenunfallversicherung – die Leistungen an den Versicherer erbracht, dann sind die Zahlungen seines Versicherers an den Geschädigten zu berücksichtigen.
- Bei der Kürzung des Schadensersatzanspruches aufgrund entfallener Unterhaltspflichten werden Zahlungen eines Lebensversicherers nicht berücksichtigt, wenn es später sowieso zur Auszahlung an den Berechtigten gekommen wäre.

### Eigenleistungen des Geschädigten
Der Geschädigte ist im Rahmen des § 254 BGB gehalten den eingetretenen Schaden möglichst gering zu halten (Schadensminderungspflicht). Erbringt er im Rahmen dieser Verpflichtung eigene Leistungen, dann sind diese im Rahmen des Vorteilsausgleiches zu berücksichtigen. Die darüber hinaus erbrachten Eigenleistungen würden den Schädiger hingegen unbillig entlasten, weshalb diese im Vorteilsausgleich nicht zu berücksichtigen sind.

## Einzelfälle des Vorteilsausgleichs

### „Sowieso-Kosten“
Siehe Hauptartikel: Sowiesokosten
Im Rahmen des Vorteilsausgleichs zu berücksichtigen sind diejenigen (Reparatur-)Kosten, die dem Geschädigten auch ohne das schädigende Ereignis entstanden wären.

### Abzug „neu für alt“
Wenn der Geschädigte als Ersatz für eine beschädigte oder zerstörte Sache eine neue Sache anschafft, dann hat sich der Geschädigte als Vorteil den höheren Wert der neuen Sache schadensmindernd entgegenhalten zu lassen. Häufig kommt der Abzug nach Verkehrsunfällen zum Tragen, wenn an Stelle des zerstörten alten Fahrzeugs ein Neuwagen angeschafft wird.

### Baukostenüberschreitung
Regelmäßig fällt ein Vorteilsausgleich in den Fällen der sogenannten Baukostenüberschreitung nach der Rechtsprechung an. Eine Baukostenüberschreitung liegt vor, wenn ein Architekt vertragswidrig eine höherwertige und damit teurere Ausführung des Gebäudes wählt. Den als Schaden zu behandelnden Mehrkosten steht ein Mehrwert des Gebäudes in derartigen Fällen gegenüber, der als Vorteil zu berücksichtigen ist.

### Abwälzung kartellbedingt überhöhter Preise
Grundsätzlich kann sich ein auf Schadensersatz nach § 33a GWB wegen kartellbedingt überhöhter Preise in Anspruch genommener Kartellbeteiligter im Rahmen der Vorteilsausgleichung darauf berufen, der kartellbetroffene Abnehmer habe die Erhöhung seiner Kosten ganz oder zumindest teilweise an seine eigenen Abnehmer weitergegeben. Sofern dem Kartellbeteiligten dieser Nachweis gelingt, muss sich der Kartellbetroffene die Schadensabwälzung anspruchsmindernd entgegenhalten lassen. Mit der 9. GWB-Novelle wurde § 33c GWB eingeführt, der dies in Abs. 1 klarstellt und in Abs. 2 eine Vermutung der Schadensabwälzung zugunsten mittelbarer Abnehmer statuiert. 
Nicht erfasst sind von dieser Vermutung allerdings mittelbare Abnehmer Preisschirmgeschädigter. Zudem wird die Abwälzung nur dem Grunde nach vermutet. Für die Höhe der Abwälzung hat der Abnehmer Indizien zur richterlichen Schadensschätzung (§ 33c V GWB iVm § 287 ZPO) darzulegen. Will sich ein Kartellbeteiligter demgegenüber auf die Schadensabwälzung berufen, streitet für ihn keine gesetzliche Vermutung, vielmehr hat der Kartellant die Weiterwälzung zur Überzeugung des Gerichts darzulegen (§ 286 ZPO). 